# جوی اوبراین
جوی اوبراین (انگلیسی: Joey O'Brien؛ زادهٔ ۱۷ فوریهٔ ۱۹۸۶) بازیکن سابق و مربی [فوتبال]] اهل جمهوری ایرلند است.
از باشگاه‌هایی که در آن بازی کرده‌است می‌توان به باشگاه فوتبال وستهام یونایتد، باشگاه فوتبال شفیلد ونزدی، و باشگاه فوتبال بولتون واندررز اشاره کرد.
وی همچنین در تیم‌های ملی فوتبال زیر ۲۱ سال جمهوری ایرلند و جمهوری ایرلند بازی کرده‌است.